# 日本ヤスパース協会
日本ヤスパース協会（にっぽんヤスパースきょうかい、英語: Jaspers Society Of Japan）は、日本の学術研究団体の一つ。

## 概要
1951年2月23日設立。学術研究団体としての種別は単独学会。
ヤスパース哲学の研究を進展させ、またその普及に努めることを目的としている。
国際学術連合体としては国際ヤスパース協会連盟（International Association of Jaspers Societies、IAJS）に加盟している。
国際会議としては、5年に1度開催の国際ヤスパース会議を共催している。

## 沿革
- 1951年 - ヤスパース協会発足。
- 1984年 - 日本ヤスパース協会設立。

## 刊行物

### コムニカチオン
- 誌名（和文）：コムニカチオン
- 誌名（欧文）：KOMMUNIKATION
- 創刊年：1984 [3]
- 資料種別：ジャーナル（査読付き論文を含む）
- 使用言語：日本語のみ
- 発行形態：印刷体
- 著作権帰属先：学会
- クリエイティブコモンズ：定めていない
- 購読：有料